# Pero dorsipunctata
Pero dorsipunctata là một loài bướm đêm trong họ Geometridae.